# Beat (Album)
Beat ist das neunte Studioalbum von King Crimson und das zweite nach der Reunion der Band im Jahr 1981. Es wurde 1982 veröffentlicht. Das Lied Heartbeat wurde als Single veröffentlicht und erreicht Platz 57 in den US-Charts. Das Album selbst kam auf Platz 52. Es war das erste Mal in der Bandgeschichte, dass zwischen zwei Studioalben keine personelle Umbesetzung erfolgte.

## Stil und Rezeption
Musikalisch bewegt sich die Band auf dem New-Wave-Stil, den sie mit Discipline eingeführt hat. Fripp und Belews verschiedene Gitarrentexturen, Levins Basserkundungen und die ungewöhnlichen Schlagzeugrhythmen machen das Album vor allem für Musiker interessant. Auch auf diesem Album verwendet Tony Levin wieder den Chapman Stick. Greg Pato von allmusic gab dem Album 4½ von 5 möglichen Sternen, hält es aber für nicht so gut wie das Vorgängeralbum Discipline.
Mit dem Titel und in einzelnen Stücken bezieht sich die Band auf die Beat-Dichter und insbesondere auf den Roman On the Road von Jack Kerouac, der 25 Jahre zuvor erschienen war.
- Neal and Jack and Me bezieht sich auf den Roman On the Road und die Protagonisten Neal Cassady (im Buch Dean Moriarty) und Jack Kerouac aus der Sicht ihres Autos, eines 1952er Studebaker Starlite Coupé.
- Heart Beat[5] ist der Titel eines autobiographischen Romans von Carolyn Cassady, der Ehefrau Neal Cassadys.
- Sartori in Tangier ist die Abwandlung des Titels eines weiteren Buches von Jack Kerouac, Satori in Paris. Tanger war in den 1950ern ein beliebtes Reiseziel und Wohnsitz einiger Beatniks, z. B. William S. Burroughs und Paul Bowles
- Neurotica war der Titel eines kleinen Magazins, in dem Allen Ginsberg seine Gedichte veröffentlichte.[6]
- The Howler bezieht sich auf den Poeten Allen Ginsberg und sein Gedicht Howl.

## Titelliste
Die Musik wurde von King Crimson geschrieben, die Texte, wenn nichts anderes angegeben, von Adrian Belew.
Seite 1
1. Neal and Jack and Me – 4:22
2. Heartbeat – 3:54
3. Sartori in Tangier – 3:54 (instrumental)
4. Waiting Man – 4:27

Seite 2
1. Neurotica – 4:48
2. Two Hands – 3:23 (Text: Margaret Belew)
3. The Howler – 4:13
4. Requiem – 6:48 (instrumental)